# Cucina di corte di Joseon

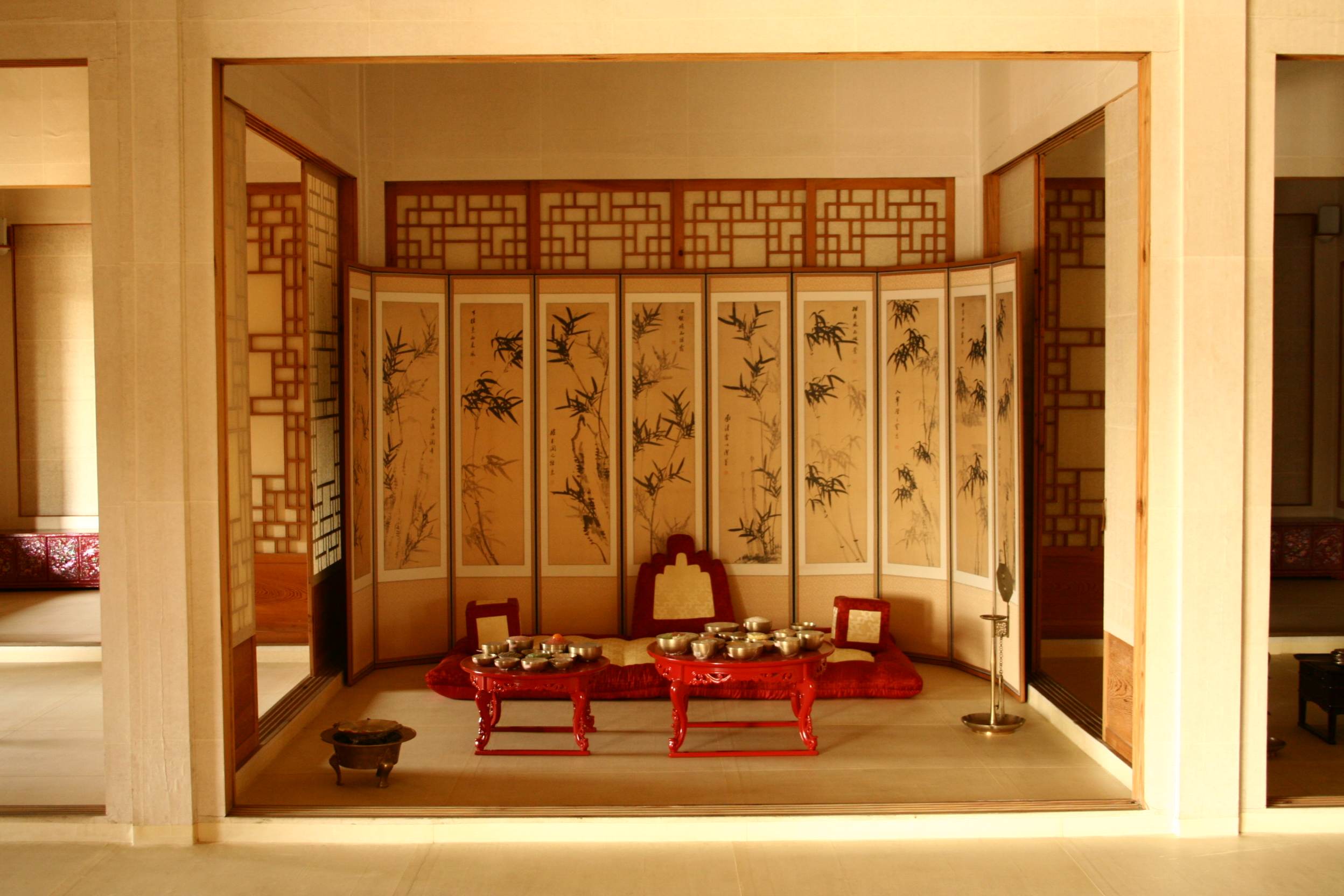
Tavolo apparecchiato al palazzo Gyeongbok.

La cucina di corte di Joseon, dinastia che governò sulla penisola coreana dal 1392 al 1910, comprende le pietanze che venivano servite nei palazzi reali, il modo di servirle e consumarle. Nel 1971 è stata designata Patrimonio culturale immateriale nazionale n. 38 della Repubblica di Corea.
Le sue caratteristiche sono state codificate negli anni Settanta del Novecento dalla famiglia della gastronoma Hwang Hye-sung (1920-2006) con l'aiuto dell'ex dama di corte Han Hui-sun (1889-1972), ma alcuni critici ritengono che sia problematico definirla soltanto in base alle loro memorie ed esperienze perché risalgono agli ultimi anni della dinastia, quando i rituali e i fasti della corte vennero ridimensionati rispetto ai secoli precedenti. Sono stati inoltre sollevati dubbi sulla loro accuratezza, soprattutto in merito al numero di banchan serviti ai pasti.

## Storia
Noti collettivamente come gungjung eumsik (궁중음식?) in epoca pre-moderna, i cibi serviti al palazzo reale di Joseon erano il risultato di secoli di sviluppo e rielaborazione di piatti sia indigeni che stranieri, e riflettevano l'opulenza dei precedenti sovrani della penisola coreana: tale opulenza si manifestò per esempio durante il regno di Silla, quando a Gyeongju venne realizzato il lago artificiale di Anapji, che fu circondato da molteplici padiglioni per poterci tenere dei banchetti, oppure dallo scavo del canale Poseokjeong, il cui unico scopo era quello di farci galleggiare le ciotole di vino mentre si scrivevano poesie.
Influenzata dalla cucina della precedente dinastia di Goryeo, la cucina della corte Joseon era ricercata e voleva trasmettere potere e autorità, ad esempio servendo sempre il cibo cerimoniale in alte torri. Essa prese in prestito le principali prelibatezze dei regni e delle nazioni che confinavano con la penisola, organizzando banchetti durante i quali veniva servita una grande varietà di cibi, sebbene la maggior parte della letteratura pre-Joseon non entri nello specifico sulle loro caratteristiche. Il Wonhaeng eulmyo jeongni uigwe (Protocolli reali sulla processione di un re) del 1795 riporta invece la descrizione dettagliata dei banchetti tenuti durante il viaggio da otto giorni che portò il sovrano dal Changdeokgung alla fortezza di Suwon.
Nel 1910 il Giappone colonizzò la Corea, portando all'impoverimento e alla scomparsa di molte tradizioni di corte. Nel 1957, le ricette di oltre duecento piatti della cucina reale di Joseon furono raccolte per la prima volta in un libro, il Leejokungjungyoritongko della gastronoma Hwang Hye-sung (1920-2006), che le apprese dalla dama di corte Han Hui-sun (1889-1972) per trent'anni, dal 1943 al 1972. Tra il 1970 e il 1971, Hwang riuscì a far riconoscere le abitudini culinarie della corte Joseon come Patrimonio culturale immateriale nazionale n. 38, e a far designare Han Hui-sun come detentore delle competenze per prepararne i piatti. Nel 1971 fondò inoltre l'Istituto della cucina reale coreana, tenendo lezioni su una "cucina di corte" incentrata sui piatti di alta cucina offerti al re; due anni dopo subentrò alla dama Han come detentore delle competenze culinarie. Alla sua morte nel 2006, la sostituì la figlia maggiore, Han Bok-ryeo.
La cucina di corte tornò in auge durante gli anni Novanta nell'ambito di un movimento più ampio per ricostruire le antiche tradizioni, sviluppandosi grazie alla globalizzazione del cibo coreano e alla crescita del ceto medio, e interessando specialmente coloro che cercavano una cucina distintiva ed esclusiva rispetto a quella dei ristoranti table d'hôte. Il successo della serie televisiva Dae Jang-geum nei primi anni 2000 la rese poi popolare tra il grande pubblico.

## Preparazione e organizzazione

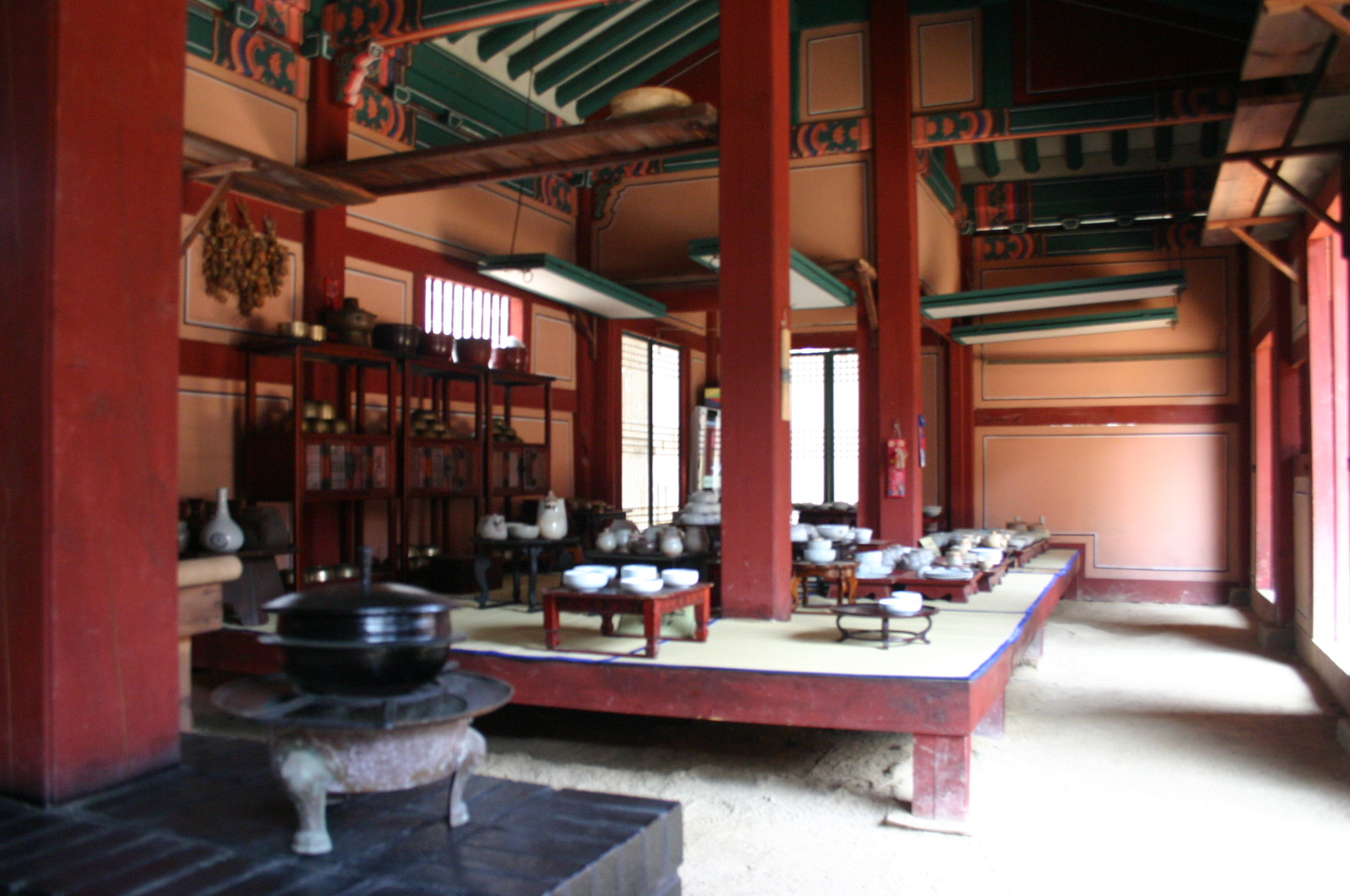
Ricostruzione di una cucina reale dove lavoravano le gungnyeo.

Il cibo ricopriva un ruolo importante durante il periodo Joseon: secondo l'ideologia yaksikdongwon (藥食同原), che veniva applicata soprattutto a palazzo, aveva effetti medicinali ed era in grado sia di sostentare che di guarire il corpo.
All'interno dei Sei ministeri (Yukjo) vennero create delle posizioni ufficiali a cui furono affidate tutte le questioni relative al reperimento e al consumo di cibo e bevande per la corte reale. Il Ministero del personale (Ijo) si occupava dell'approvvigionamento di riso, mentre il Ministero dei riti (Yejo) era responsabile dei cibi serviti ai riti ancestrali, dell'ottenimento di vino e altre bevande, e dei cibi medicinali. Centinaia di schiavi e donne svolgevano incarichi quali la preparazione di tofu, liquori, tè e tteok. Le donne, provenienti da famiglie di ceto medio-basso, erano le cuoche del palazzo reale e venivano divise in "uffici" appositi come l'Ufficio dei cibi speciali (생과방?, SaenggwabangLR) o l'Ufficio per cucinare il cibo (소주방?, SojubangLR). Se necessario, durante i banchetti più grandi venivano assistite da cuochi uomini provenienti dall'esterno del palazzo.
I pasti cucinati per la famiglia reale, al contrario di quelli del popolo, non erano stagionali, bensì variavano significativamente di giorno in giorno. Le otto province venivano rappresentate ogni mese a turno sulla tavola reale dagli ingredienti portati a palazzo dai loro governatori: ciò metteva a disposizione dei cuochi un vasto assortimento di materie prime da usare nei pasti della corte. Il palazzo fu tra i primi ad assaggiare cibi esotici e stranieri: il pesce fritto cucinato da un cuoco che aveva studiato in Russia era il piatto preferito degli imperatori Sunjong e Gojong, il quale era anche un estimatore del caffè.
In una giornata si tenevano cinque pasti, un'abitudine che, stando ai resoconti storici, ha origini più antiche. Tre di essi erano completi, mentre quelli del pomeriggio e del dopo cena erano più leggeri. Il primo pasto, mieumsang (미음상?), era servito all'alba, nei giorni in cui il re e la regina non assumevano medicinali a base di erbe: consisteva di juk di riso con l'aggiunta di abaloni, riso bianco, funghi, pinoli o sesamo, accompagnato da kimchi, nabak kimchi, ostriche, salsa di soia e altro. Secondo la credenza popolare, il juk avrebbe donato vitalità al re e alla regina fino a sera.
I sura (수라?) erano i pasti principali della giornata. La colazione veniva servita alle dieci del mattino, mentre la cena tra le sei e le sette di sera. Su un set di tre tavolini (수라상?, surasangLR) venivano disposti due tipi di riso, due zuppe, due tipologie di jjigae (stufato), un jjim (stufato di carne), un jeongol (casseruola di carne e verdure), tre varietà di kimchi, tre diversi jang (condimenti) e dodici contorni (12첩?, 12cheopLR). I pasti venivano consumati nella suragan (수라간?), una stanza usata appositamente per mangiare, con il re seduto a est e la regina a ovest. Ciascuno aveva i propri surasang ed era assistito da tre cameriere di palazzo note come sura sanggung (수라상궁?), il cui compito era rimuovere i coperchi dalle ciotole e offrire il cibo ai sovrani dopo essersi assicurate che non fosse avvelenato: per farlo si servivano di stoviglie di bronzo (chiamate bangjja) o argento, che si annerivano nel caso i piatti fossero contaminati.
Il cibo veniva offerto in grandi quantità per mostrare la generosità e la sincerità di coloro che lo avevano preparato. Solo una parte era destinata al consumo del commensale, mentre gli avanzi venivano condivisi con i subordinati. I funzionari mangiavano ciò che restava dei pasti cerimoniali del re (eosang), mentre i servitori e le cuoche terminavano gli avanzi dei pasti giornalieri, cominciando dalle dame di corte anziane e di alto rango e scendendo fino alle cameriere e alle assistenti di livello inferiore.

### Apparecchiamento deisurasang

Surasang apparecchiati. In posizione A, B e C si sistemavano le sura sanggung.

I pasti reali venivano serviti su tre tavolini denominati surasang. Il tavolino circolare più grande era quello principale, e ospitava la ciotola del commensale, le zuppe e gli stufati, i piatti, i contorni e i cibi fermentati. Sul tavolino rotondo più piccolo venivano posati i sura di colore rosso, il gomtang (una zuppa di manzo), il dolce, il tè e le stoviglie vuote, oltre ai coperchi rimossi dalle ciotole e dai piatti del tavolo principale. Il tavolino rettangolare serviva infine per le uova, l'olio di sesamo, le verdure crude e le salse. L'hot pot veniva sistemato nel mezzo, e conteneva solitamente dei jeongol come il sinseollo.
L'apparecchiamento avveniva come segue:

## Banchetti reali
La corte di Joseon organizzava dei banchetti che richiedevano mesi di preparazione in corrispondenza delle ricorrenze annuali più importanti: Jeongwol (primo plenilunio del calendario lunare), Dano (5º giorno del quinto mese lunare), Chuseok (festa del raccolto), Dongji (solstizio d'inverno), e i compleanni dei membri della famiglia reale. Altri motivi di festa erano il matrimonio del principe ereditario e l'arrivo degli ambasciatori stranieri.
I festeggiamenti nazionali prendevano il nome di jinyeon, mentre quelli interni alla famiglia reale si chiamavano jinchan. In entrambi i casi, si preparavano tavoli dalle gambe lunghe su cui disporre torri alte 40-60 centimetri di tteok colorati, hangwa e frutta, che non venivano mangiati, ma servivano solamente come augurio di prosperità e longevità del sovrano. Il cibo destinato al consumo (noodle e contorni) veniva servito al re su un tavolino più piccolo.
La tavola apparecchiata per compleanni e festività si chiamava Myeonsang, e comprendeva noodle, tteokguk e mandu, contorni come pyeonyuk (carne bollita a fette sottili), hoe (pesce e carne crudi), jeonyuhwa (frittelle piatte) e sinseollo (una hot pot), tteok e hangwa per dessert.
I grandi banchetti vennero aboliti sul finire della dinastia per motivi economici e pratici.

## Piatti tipici
La cucina di corte di Joseon ha alcuni piatti tipici:
- Sinseollo: hot pot di verdure, frutta secca, erbe, frutti di mare e carne in brodo, servita in una pentola rotonda di ottone con un'apertura per il carbone;
- Gujeolpan: piatto ottagonale diviso in nove sezioni, ciascuna delle quali riempita di verdura e carne a fettine di diversi colori, consumate dopo essere state avvolte in piccole frittelle piatte di farina;
- Gungjung tteokbokki: gnocchi di riso stufati in salsa di soia al sesamo con manzo e verdure;
- Eomandu: mandu a forma di mezzaluna, con filetti di pesce bianco come involucri del ripieno;[23]
- Tangpyeonchae: insalata di gelatina di fagioli mungo, manzo, crescione d'acqua, germogli di fagiolo, alghe e uova.[24]

La tavola della famiglia reale era inoltre arricchita da tortini di riso glutinoso, granite con sciroppo di frutta, punch al gusto di cannella e cachi, oppure alla frutta.

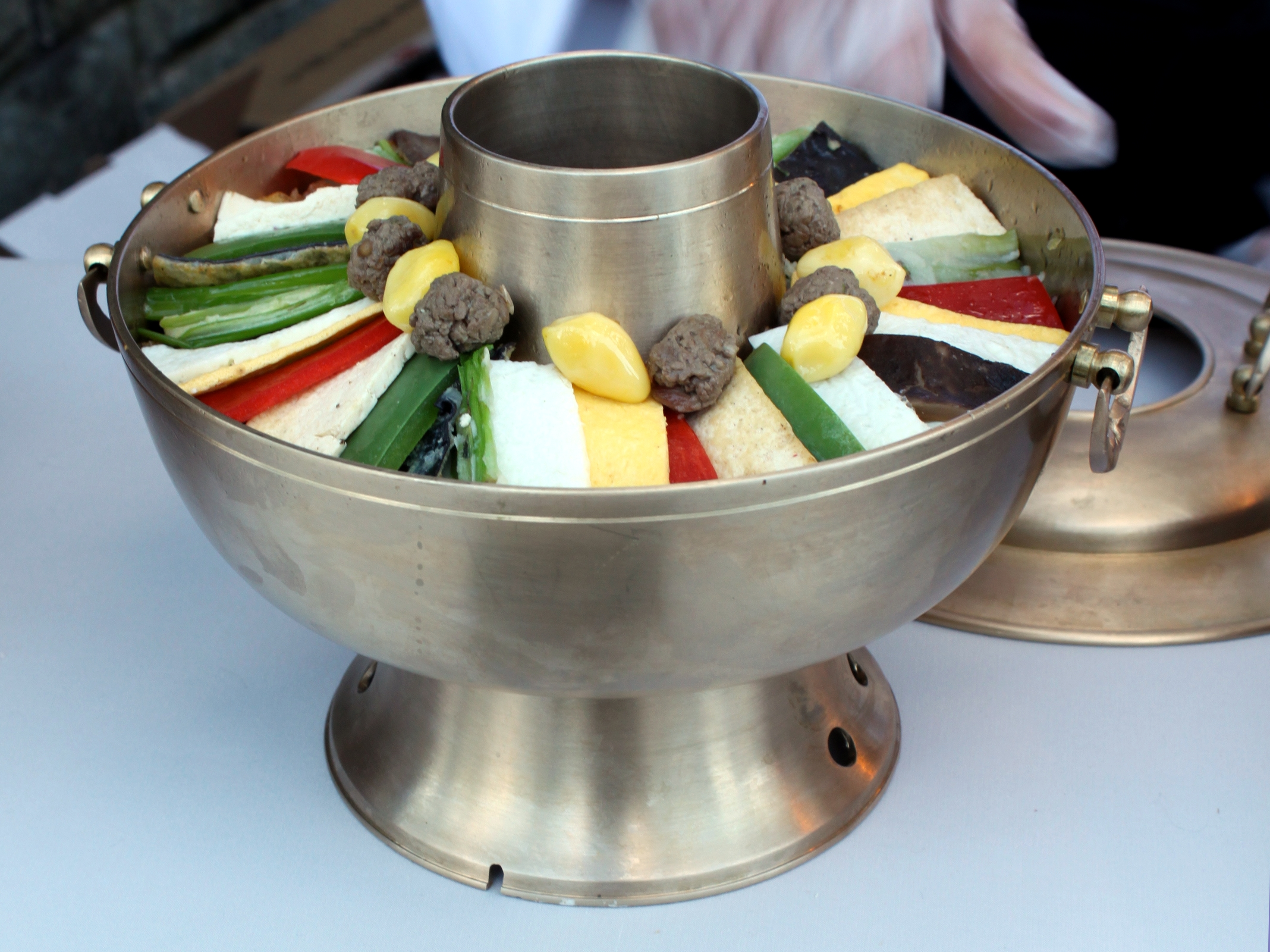
Sinseollo.
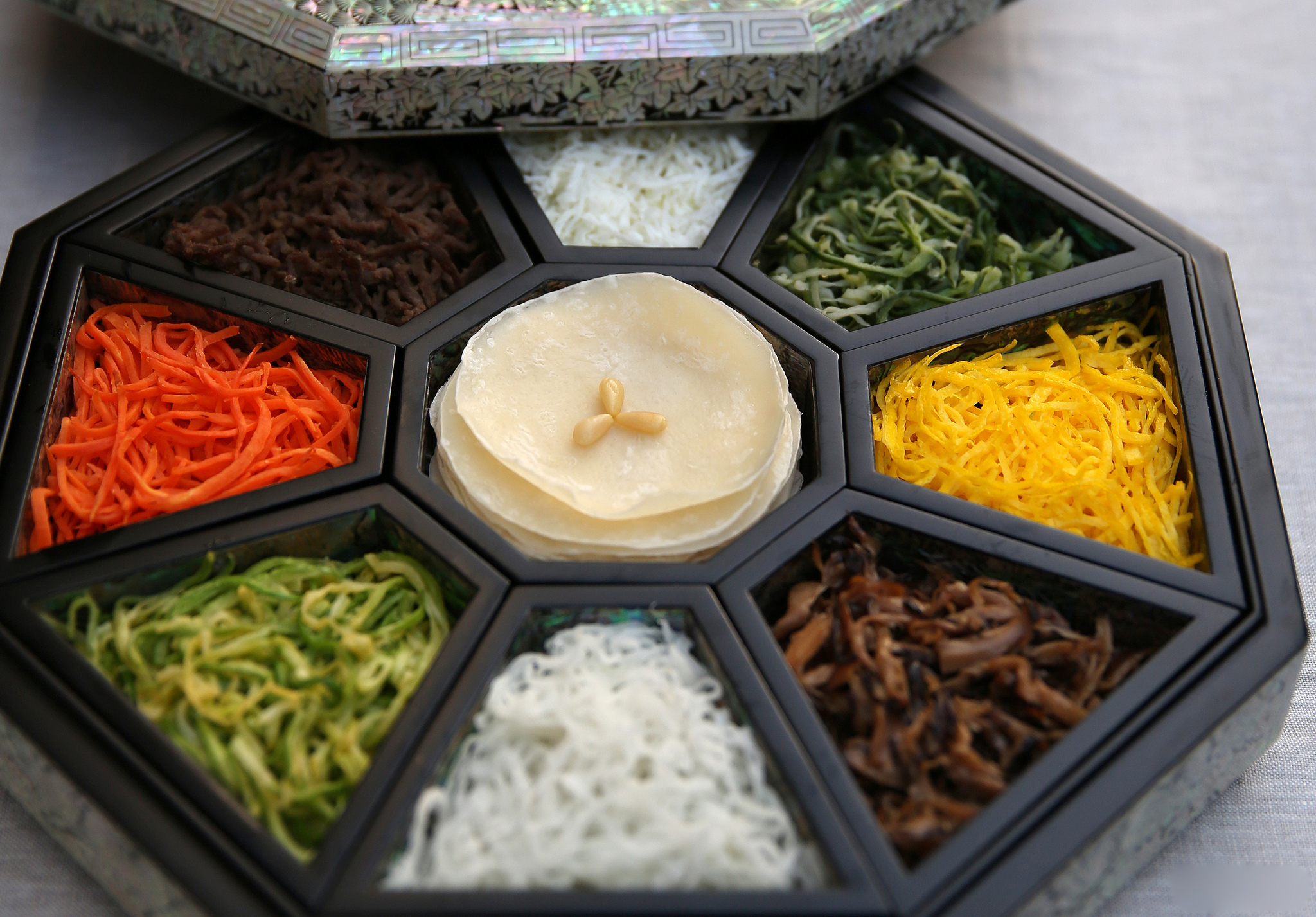
Gujeolpan.
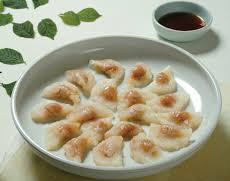
Eomandu.
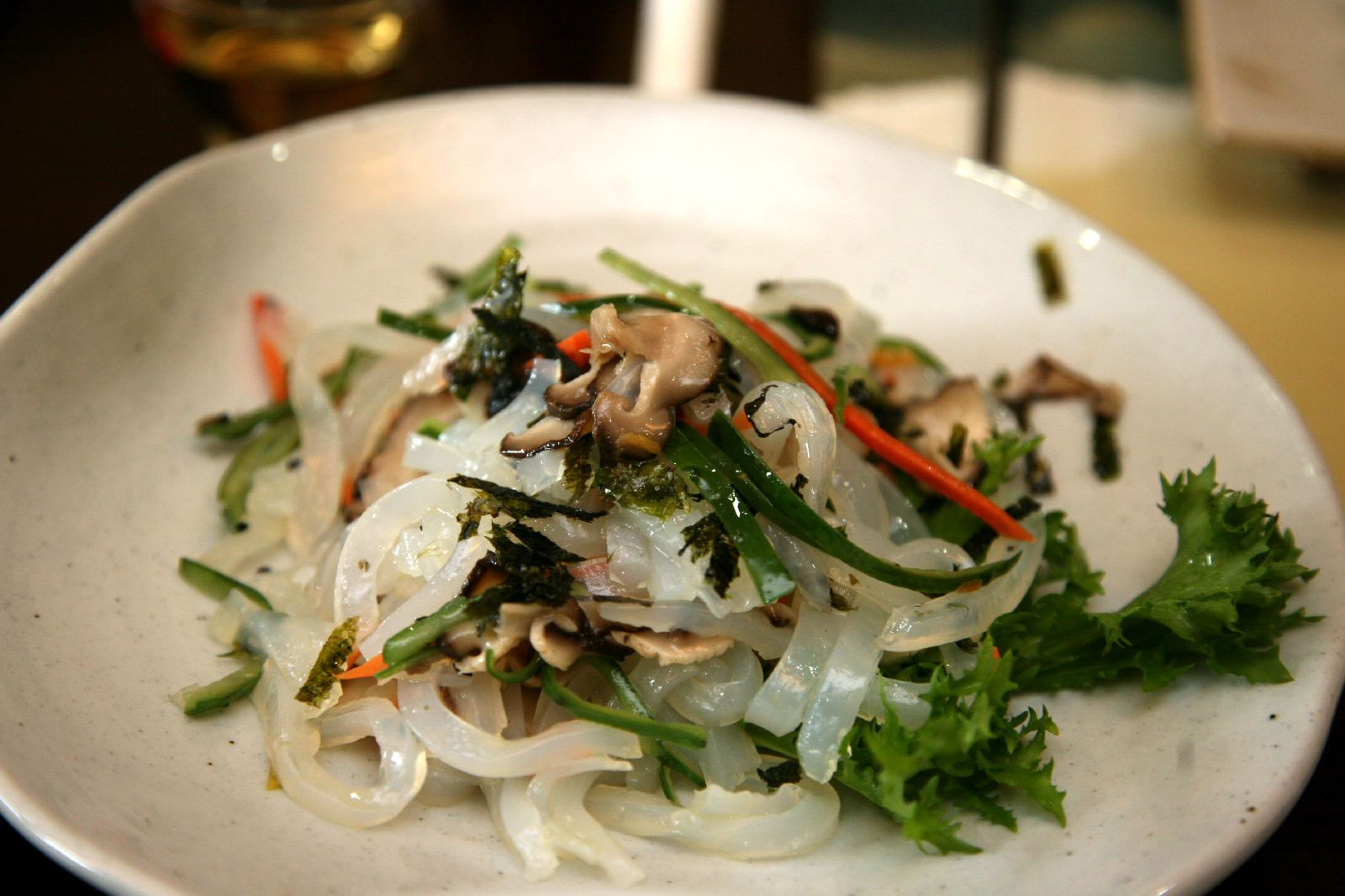
Tangpyeongchae.